# Lissodynerus laminiger
Lissodynerus laminiger är en stekelart som först beskrevs av Giovanni Gribodo 1891.
Lissodynerus laminiger ingår i släktet Lissodynerus och familjen Eumenidae. Utöver nominatformen finns också underarten Lissodynerus laminiger ruficauda.